# 富多神社
富多神社（とみたじんじゃ）は、埼玉県春日部市の神社。

## 歴史
1915年（大正4年）に創建された。当時の富多村では、当時の政府の国策でもあった神社合祀に連動し、村内に散在していた神社を一か所に集約して、近代社格制度に基づく「村社」とし、村民の精神的結束を図る計画があった。そして村内にあった12社を合祀することになった。新神社の境内として、同市神間にあった「稲荷神社」の境内が選ばれた。本殿は同市椚の「石神神社」のものが移設された。この石神神社は合祀された神社の中で最も古い1306年（徳治元年）の創建であり、規模も大きかったことから、当社の別名として「石神様」とも呼ばれている。
この12社に付属する境内社10社も合祀されたため、当社はいわば22社の合殿となっており、その分、祀られている祭神も多くなっている。

## 交通アクセス
- 路線バス立野停留所より徒歩8分。